# Lasciapassare delle Nazioni Unite
Il lasciapassare delle Nazioni Unite (United Nations laissez-passer, UNLP) è un documento diplomatico di viaggio e di riconoscimento, rilasciato ai funzionari internazionali delle Nazioni Unite ed utilizzato nello svolgimento dei propri incarichi ufficiali.
La maggior parte dei funzionari possiede un lasciapassare azzurro, dal valore di un passaporto di servizio, mentre i funzionari di rango più elevato sono titolari di un lasciapassare rosso, equivalente ad un passaporto diplomatico nazionale.
Attualmente, 88 Stati membri delle Nazioni Unite concedono libero accesso nel proprio Paese ai portatori di lasciapassare in servizio per l'ONU senza la necessità di un visto.